# Het Plein Westermaat
Het Plein Westermaat (straatnaam Het Plein) is na de binnenstad van Hengelo het grootste winkelgebied van Hengelo. Het Plein Westermaat is gevestigd tussen de A1 en Borne.

## Naamgeving en geschiedenis
De naam Westermaat verwijst naar een hogergelegen gebied dat net als Dorpsmatenweg en de Langelermaat in Hengelo aanwezig was. De plek waar nu de Westermaat gebouwd is, heeft in het verleden meerdere benamingen gehad. Zo heette het Woolderachterhoek in 1928 en werd het daarna het Oosterbosch genoemd.

### Tegenstand bedrijventerrein
De plannen voor het bedrijventerrein begonnen in 1997. Het ontwikkelen van het terrein had als doel het versterken van de economische structuur in de Twentse stedenband. Daarnaast voorzag men dat het terrein het economisch draagvlak van Hengelo zou vergroten. Ondernemers van de binnenstad van Hengelo waren fel tegen de komst van het bedrijventerrein. Het winkelterrein heeft eenzelfde oppervlakte als de gehele binnenstad, zo'n 50.000 vierkante meter. In 2002 wordt de eerste fase opgeleverd en opent een groot woonwarenhuis er haar deuren.

## Bereikbaarheid
Door de gunstige ligging en goede bereikbaarheid maakt Het Plein gemiddeld 30 miljoen euro meer omzet dan de Hengelose binnenstad en de omzet is stabieler dan dit van de binnenstad , mede te danken aan de hoeveelheid Duitse bezoekers. Ondernemingen die zijn gevestigd op Het Plein Westermaat zijn onder andere IKEA, Mediamarkt, Coolblue, Bever, Praxis, Intersport Megastore, DeliFrance, Goossens, Prénatal, Bauhaus en McDonald's.

## Architectuur
De architectuur voor het gebied was in handen van het Delftse bedrijf Mecanoo. De driehoekige vormen die te zien zijn vanaf de A1 zijn geïnspireerd op de zouttorens waar Hengelo in het verleden om bekend stond.

## Trivia
Op 7 juli 1945 werd een geallieerd vliegtuig door de bliksem getroffen en stortte neer nabij het toenmalige Oosterbosch.